# Rhodiola tangutica
Rhodiola tangutica là một loài thực vật có hoa trong họ Crassulaceae. Loài này được (Maxim.) S.H. Fu miêu tả khoa học đầu tiên năm 1986.